# Raging Abe Simpson and His Grumbling Grandson in "The Curse of the Flying Hellfish"
«Raging Abe Simpson and His Grumbling Grandson in "The Curse of the Flying Hellfish"» —«El furioso Abe Simpson y su descentrado descendiente en "La Maldición del Pez Volador"» en España y «Mi héroe, el Abuelo» en Hispanoamérica— es el vigésimo segundo episodio de la séptima temporada de la serie animada Los Simpson, emitido por primera vez el 28 de abril de 1996 en la cadena FOX en Estados Unidos. En él, uno de los veteranos compañeros de la Segunda Guerra Mundial del abuelo Simpson fallece, lo que le deja a él y al señor Burns como los únicos miembros vivos del comando, los «Flying Hellfish» —«Pez Volador» en España y «Peces del Infierno» en Hispanoamérica»—. En los últimos días de conflicto, la unidad había descubierto una serie de pinturas y acordaron una tontina, por lo que introdujeron las obras en un cajón y el último sobreviviente las heredaría. Como Burns las quiere a la mayor brevedad posible, ordena el asesinato del abuelo y contrata un matón a sueldo. Para escapar de la muerte, este se refugia en la casa de los Simpson y es asignado a dormir con Bart.
Jonathan Collier escribió el guion del material, mientras que la dirección corrió a cargo de Jeffrey Lynch; el argumento está inspirado en algunas historias sobre obras de arte desaparecidas. Por su parte, la animación fue elogiada por su acción y por las escenas bajo el agua. Varias puestas en escena se basaron en Sgto. Rock de DC Comics. Además, obtuvo una puntuación Nielsen de 8.3, lo que le convirtió en el segundo programa mejor valorado de la cadena en su semana de estreno.

## Sinopsis
La relación entre Abe y Bart se deteriora debido a la senilidad y excesiva humillación del primero en el colegio durante el Día de los Abuelos. Poco después, este recibe una notificación de que Asa Phelps, uno de los hombres que sirvieron bajo su comando durante la Segunda Guerra Mundial, acaba de fallecer, por lo que el señor Burns y él quedan como los únicos supervivientes del grupo bautizado como «Flying Hellfish» —«Pez volador» en España y «Peces del Infierno» en Hispanoamérica—. La avaricia de Burns le lleva a atentar contra Abe y, por tanto, decide contratar a un asesino a sueldo para poder cobrar toda la llamada «bonanza Hellfish». El profesional intenta de varias formas terminar con su vida hasta que, como último recurso, decide entrar en el hogar del jubilado con una metralleta y disparar indiscriminadamente. No obstante, el abuelo consigue escapar y se refugia en casa de los Simpson, donde se aloja en la habitación de Bart. Abe decide revelarle a su nieto el motivo por el que el señor Burns quiere matarle.
Durante una analepsis, se revela que su pelotón del ejército, los Flying Hellfish, encontraron varias pinturas en un castillo alemán. Para que estas no fueran confiscadas, los soldados del pelotón conformaron una tontina y encerraron las obras en una caja fuerte que quedaría escondida, de forma que el último miembro que sobreviva sería el que heredaría toda la colección. A cada hombre le fue dada una llave, que sería necesaria para desencadenar el mecanismo que revelaría la ubicación exacta del cajón acorazado.
Una vez que el abuelo concluye con su historia, Bart la tacha de ficticia, pero se da cuenta de su error una vez que el señor Burns aparece de repente en la habitación e intenta tomar la llave de Abe por la fuerza. Sin embargo, el niño se las arregla para recuperarla y robar la de Burns, por lo que se dirigen a recuperar las obras. Tras activar el mecanismo localizador, descubren que las pinturas están ocultas en el fondo de un lago, por lo que Abe roba el bote de Ned Flanders para dirigirse ahí. Bart recupera el cajón acorazado, pero el señor Burns aparece de nuevo y se lleva la colección a punta de pistola. Acto seguido, patea al niño hacia la caja fuerte vacía que a su vez se hunde en el mar. El abuelo bucea para salvar a su nieto y posteriormente persiguen a Burns de camino a la orilla. Una vez allí, Abe consigue dominarlo, dándole una baja deshonrosa por intentar asesinar a su oficial y expulsándolo de la tontina.
Justo antes de que Abe y Bart vuelvan a casa con las pinturas, funcionarios del Departamento de Estado entran en escena y les confirman que el Gobierno ha estado durante más de cincuenta años rastreando pistas de los legítimos herederos de las obras. Estas son devueltas a uno de ellos para evitar un conflicto diplomático, por lo que los Simpson quedan con las manos vacías. Aun así, Abe le dice a Bart que hizo todo eso para demostrarle que solía ser algo más que un patético anciano, a lo que el nieto responde que en realidad nunca pensó de ese modo. Ambos se abrazan y su relación vuelve a buen cauce.

## Producción
Jonathan Collier, quien escribió el episodio, tomó la idea después de leer varias historias de actualidad en aquel momento sobre el revestimiento de obras de arte perdidas. No obstante, el argumento fue evolucionando a uno que involucrase al abuelo y al señor Burns, lo que dio a los guionistas la oportunidad de dar a conocer a los familiares de algunos personajes. Los demás miembros de los Flying Hellfish están basados en estereotipos de personajes de películas bélicas. Por su parte, la idea de montar una tontina vino de Bill Oakley, quien a su vez la obtuvo de «un episodio antiguo de Barney Miller». En un inicio, Collier bautizó el comando como «Fighting Hellfish» —en español: «Peces luchadores del Infierno»—, aunque posteriormente se cambió al nombre definitivo. De hecho, el logotipo de la unidad fue diseñado para el nombre original, si bien no se modificó para la nueva designación.
El supervisor de dirección, David Silverman, describió la dirección del material como un «trabajo asombrosamente brillante». Sin embargo, el director Jeffrey Lynch tuvo que recibir ayuda de Brad Bird, con quien había trabajado en muchos planos para puestas en escena. En aquel entonces, Lynch no tenía otros episodios en los que colaborar, por lo que estuvo disponible para poner todo el esfuerzo en este; de hecho, hizo casi todo el guion gráfico. Por su parte, los animadores se divirtieron con las escenas donde el asesino a sueldo ataca la residencia de los jubilados; por ejemplo, la secuencia contiene muchos más efectos de disparos que el episodio promedio de Los Simpson, gracias al trabajo del técnico Dexter Reed. Otros animadores que colaboraron en la producción fueron Chris Clements, Ely Lester, James Purdum, Tommy Tejeda y Orlando Baeza.

## Referencias culturales

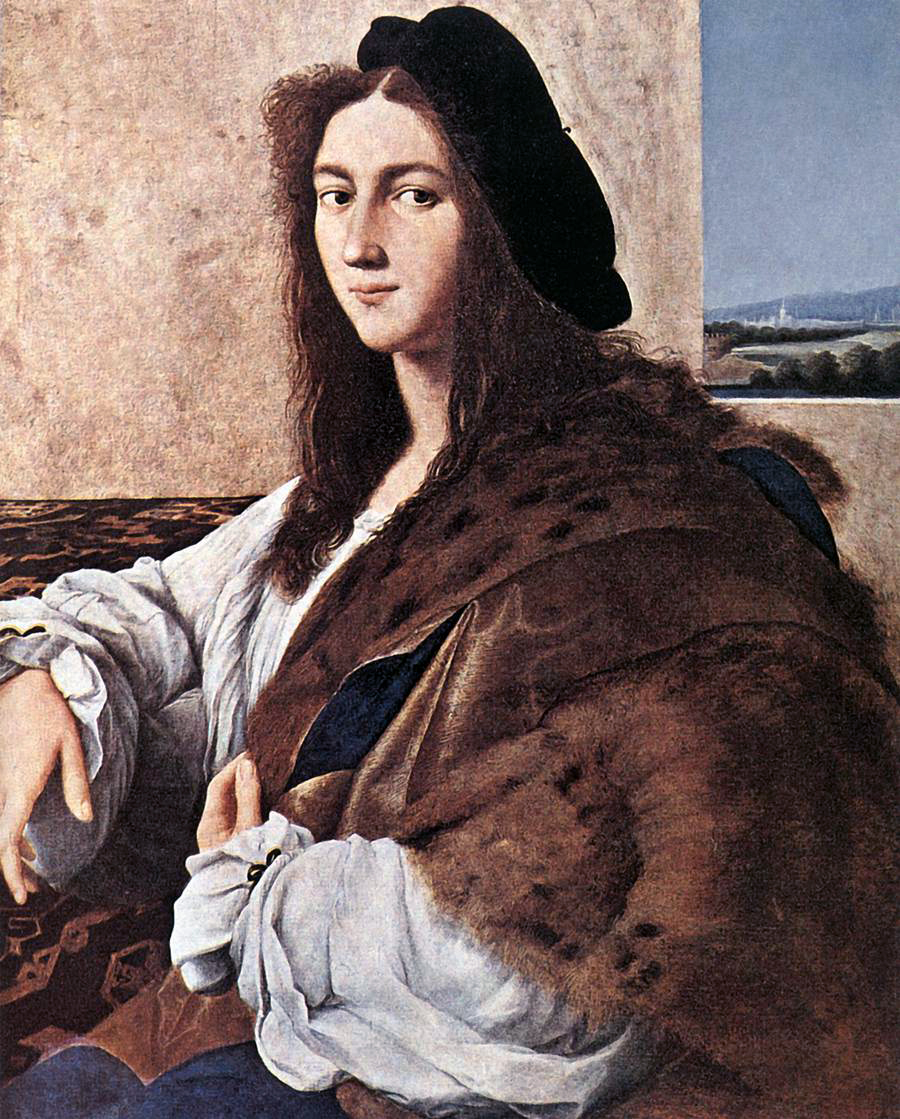
Retrato de joven de Rafael es una de las obras de arte desaparecidas que aparecen en el episodio.